# 1706.
◄ | 17. stoljeće | 18. stoljeće | 19. stoljeće | ►
◄ | 1670-ih | 1680-ih | 1690-ih | 1700-ih | 1710-ih | 1720-ih | 1730-ih | ►
◄◄ | ◄ | 1703. | 1704. | 1705. | 1706. | 1707. | 1708. | 1709. | ► | ►►
Arhitektura • Astronomija • Biologija • Glazba • Kazalište • Kemija • Kiparstvo • Knjige • Književnost • Kršćanstvo • Medicina • Politika • Pravo • Promet • Slikarstvo • Znanost

## Rođenja
- 17. siječnja – Benjamin Franklin, američki državnik, filozof, fizičar, ekonomist i pisac († 1790.)
- 20. rujna – Andrija Jambrešić, hrvatski jezikoslovac, isusovac i leksikograf († 1758.)
- 18. listopada – Baldassare Galuppi, talijanski skladatelj († 1784.)

## Smrti
- 21. rujna – Klara Žižić, hrvatska redovnica (* 1626.)
- 28. prosinca – Pierre Bayle, francuski filozof (* 1647.)

## Vanjske poveznice
|  | Zajednički poslužitelj ima još gradiva o temi 1706. |